# Solenopsis zeteki
Solenopsis zeteki är en myrart som beskrevs av Wheeler 1942. Solenopsis zeteki ingår i släktet eldmyror, och familjen myror. Inga underarter finns listade i Catalogue of Life.